# Paracyclops bromeliacola
Paracyclops bromeliacola – gatunek widłonoga z rodziny Cyclopidae. Opisali go w 1998 roku Süphan Karaytuğ i Geoffrey A. Boxshall. Miejsce typowe to: Brazylia, stan São Paulo, gmina Miracatu; holotyp pozyskano z bromeliowatych na farmie w Itereí w marcu 1995 roku.